# Hedwig Luise von Hessen-Homburg
Hedwig Luise von Hessen-Homburg (* 2. März 1675 in Kassel; † 14. März 1760 in Varel) war eine Prinzessin von Hessen-Homburg und durch Heirat Gräfin von Schlieben.

## Leben
Hedwig Luise war eine Tochter des Landgrafen Friedrich II. von Hessen-Homburg (1633–1708), des berühmten Prinzen von Homburg, aus dessen zweiter Ehe mit Luise Elisabeth (1646–1690), Tochter des Herzogs Jakob von Kurland.
Sie war Stiftdame im Stift Herford und wurde 1702 Dechantin. Sie hielt sich allerdings kaum im Stift auf, sondern lebte bei ihrer Tante Maria Amalie am Kasseler Hof. Dort lernte sie Generalmajor Adam Friedrich von Schlieben (1677–1752) aus der Linie Sanditten kennen. Als 42-Jährige heiratete sie diesen am 31. Januar 1718 gegen den Willen ihrer Familie nach einer fluchtartigen Reise nach Ostpreußen.  Da die nicht standesgemäße Ehe ohne Einwilligung ihres ältesten Bruders und Chef des Hauses Hessen-Homburg, Friedrich Jakob, zustande gekommen war, wurde über Hedwig Louise ein  Vermögensarrest verhängt. Es wurde weder eine Mitgift ausgezahlt, und sowohl ihre Anteile an den Pachteinnahmen des Hauses Homburg, als auch an der Apanage aus Darmstadt wurden einbehalten. Die Ehe mit dem hessischen General galt als Mesalliance und Skandal.
Liselotte von der Pfalz schrieb am 13. März 1718: Läßt man jetzt in Deutschland die Prinzessinnen herumlaufen, wie in Frankreich, das war der Brauch nicht zu meiner Zeit – man hat wohl groß Recht zu Cassel übel zufrieden über diesen Heirath zu sein – die Zeit ist herbeigekommen, wie in der heiligen Schrift steht, daß sieben Weiber nach eines Mannes Hosen laufen werden.
Um eine gesellschaftliche Ebenbürtigkeit herzustellen, erhob der preußische König den Vater des Ehemanns in den erblichen Grafenstand. Das Ehepaar lebte dann auf Schliebens Landsitz Gerdauen. Nach dem Tod ihres Mannes zog Louise zu ihrer ebenfalls verwitweten Schwester Wilhelmine Maria nach Varel, wo sie 1760 starb.